# Arme contondante

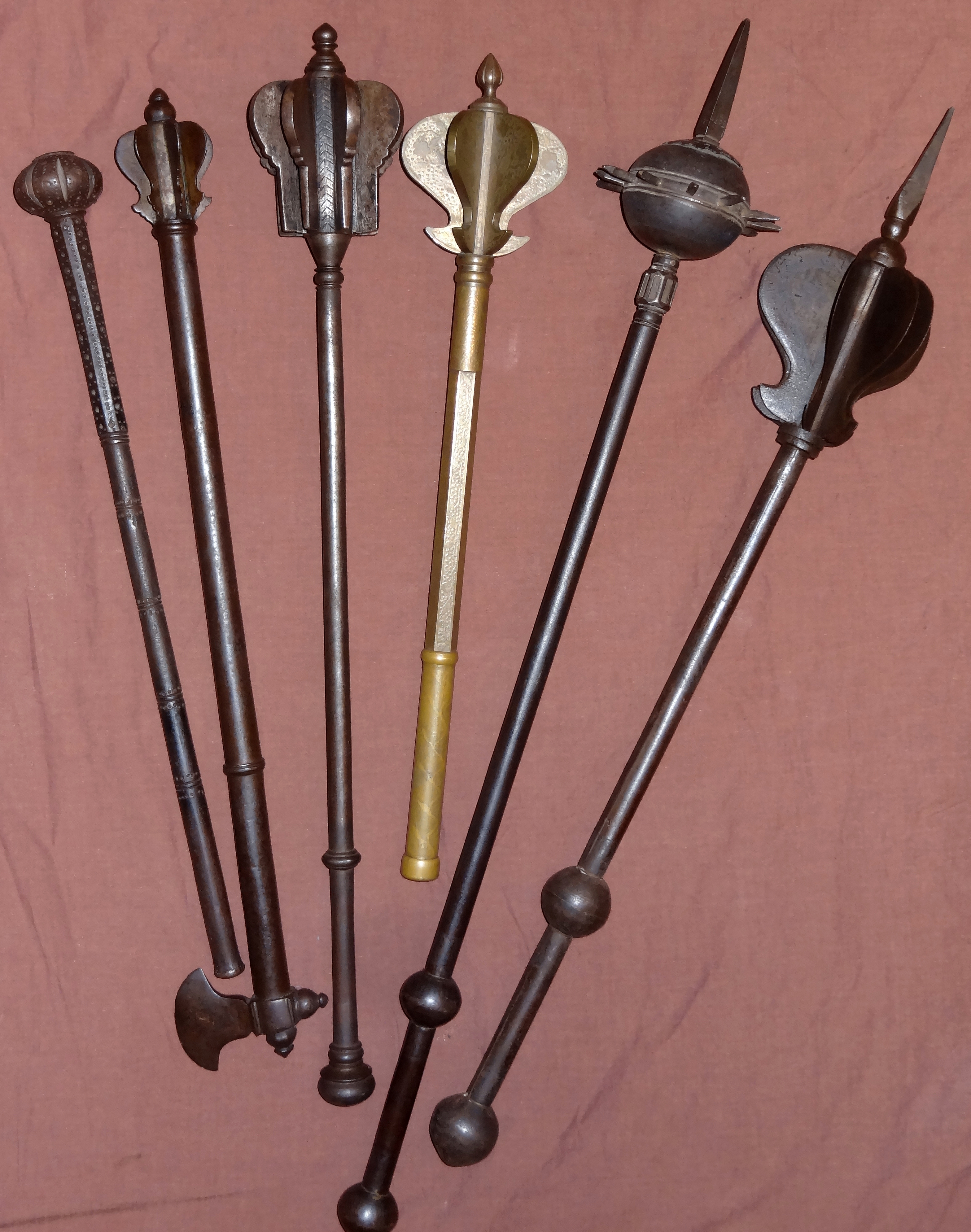
Masses d'armes indo-persanes.

Une arme contondante est une arme qui frappe, qui contusionne. Elle est constituée d'un manche pour la prise en main et d'une partie opposée servant à asséner des coups écrasants et non tranchants. Les gourdins, masses d'armes, marteaux d'armes et les bâtons de combat sont des armes contondantes.

## Présentation
Il peut s'agir d'une arme contondante par nature (matraque, gourdin, poing américain, tonfa, nunchaku, etc.)[réf. souhaitée]
Il peut également s'agir d'une arme par destination, c'est-à-dire un objet dont la fonction initiale est détournée afin de blesser ou tuer :[réf. souhaitée]
- des armes improvisées : barre de fer, club de golf, crosse de hockey, batte de baseball, caillou, canne, chandelier, manche de pioche, marteau, pierre, presse-papier, poêle, microscope, statuette, etc. ;
- des armes détournées : canon ou crosse de fusil, crosse de pistolet, arc, etc.

La médecine légale différencie les instruments contondants des instruments tranchants (armes blanches), des instruments piquants et bien sûr des armes à feu.[réf. souhaitée]
Les contusions peuvent être classées par catégorie, selon la gravité du coup, du premier degré, pour une ecchymose simple, au quatrième degré, pour des blessures s'accompagnant de destructions tissulaires importantes ou de destructions d'organes, comme des fractures ou des broiements. L’ampleur de la blessure dépend de la taille, de la dureté, de la vitesse de l’objet contondant et de la force du coup directement porté.[réf. souhaitée]

## Utilisation
Lors de crimes, le recours à un objet contondant improvisé est relativement fréquent. Le plus souvent le meurtrier l'utilise sans préméditation, en mettant la main dessus par hasard. Ceci est d'autant plus vrai lorsqu'il s'agit d'un crime lié à une crise de folie meurtrière ou d'une victime devenue meurtrière en se défendant d'une agression[réf. nécessaire].
Selon les chiffres de 2001 sur la criminalité au Québec, un objet contondant a été utilisé dans 2,34 % des agressions contre les femmes et dans 6,06 % des agressions contre les hommes[réf. nécessaire].

## Objets contondants et forces de sécurité
Les polices du monde entier et les services de sécurité utilisent des armes contondantes pour neutraliser les individus car elles n'occasionnent pas de traumatismes mortels dans la majorité des cas.[réf. souhaitée]